# Quedlinburg
Quedlinburg je grad u njemačkoj saveznoj pokrajini Saska-Anhalt, koji je do 2007. god. bio glavnim gradom istoimene pokrajine Quedlinburg. Ima 21.909 stanovnika (stanje krajem 2007.) i proteže se na 78,15 km². Nalazi se sjeverno od planine Harz, na oko 123 metra nadmorske visine. Najveći dio grada nalazi se na sjevernoj obali rijeke Bode koja odavde teče prema rijeci Saale, pritoci rijeke Elbe. 
Od 1994. stari se dio Quedlinburga nalazi na listi UNESCO-ove Svjetske kulturne baštine.

## Povijest
Grad Quedlinburg je poznat od ranog 9. st., kada je osnovano naselje Gross Orden na istočnoj obali rijeke Bode. Kao takav, grad se spominje već 922. kao poklon njemačkog kralja Henrika I. Dokumenti o ovoj donaciji se nalaze u opatiji u   Corveyu. Nakon Henrikove smrti 936. god., njegova udovica, Sveta Matilda od Ringelheima, je osnovala vjersko udruženje za žene ("Frauenstift") na dvorskoj gradini. Tu su kćeri visokog plemstva dugo bile naobrazovane, a glavni zadatak ovog udruženja (koji je prerastao u opatiju Quedlinburg (gdje su napisani „Anali Quedlinburga“) bila je molitva sjećanja na kralja Henrika i njegove kraljevske nasljednike. Prva upraviteljica samostana bila je Matilda, unuka Henrika i sv. Matilde.
Dvorski kompleks u Quedlinburgu, koji je osnovao Henrik I. je nadogradio Oton I. Veliki 936. god. kao carski palatinat (sudsko savjetodavno tijelo) saskih careva. Palatinat je uključivao muški konvikt u dolini u kojemu se danas nalazi rimokatolička crkva sv. Wipertija, dok je ženski konvikt na dvorskoj gradini.  
God. 961. i 963. Osnovan je i kanonski samostan sv. Wipertija južno od dvorske gradine. Napušten je u 16. st. i propadao je toliko da je u jednom trenutku crkvena kripta iz 10. st. korištena kao svinjac. Obnovljena je 1950-ih. God. 973., nedugo nakon smrti cara Otona Velikog, na carskom dvoru je održan Carski sabor (Reichstag) na kojemu su nazočili vladari Mieszko, poljski vojvoda i Boleslav I., češki vojvoda, skupa s brojnim drugim pripadnicima plemstva od Bizanta do Bugarske, kako bi odali svoje štovanje caru. Tom prilikom je predstavljena nova snaha Otona Velikog, bizantska princeza Teofana, čija je udaja za Otona II. smatrana za priliku pomirenja i obostranog priznanja između vladara Istočnog i Zapadnog carstva. God. 994. Oton III. je dozvolio obavljanje trgovine, skupljanje poreza i kovanja novca u gradu te je dao izgraditi prvu tržnicu sjeverno od dvora. 
Grad je postao članicom Hanzeatske trgovačke lige gradova 1426. god. Od tada je opatija Quedlinburg često osporavala samostalnost grada Quedlinburga, koji je svoja prava zasnivao na pomoći biskupije u Halberstadtu. Naposljetku je opat Hedwig 1477. god., uz pomoć svoje braće, saskog elektora Ernesta i saskog vojvode Alberta, slomio otpor grada i protjerao biskupske snage. Quedlinburg je morao napustiti hanzeatsku ligu i postao je protektorat Saske. Oba dijela grada (grad i opatija) su prešle na luteranstvo 1539. god. tijekom protestantske reformacije.
God. 1697. elektor Fridrik August I. Saski je prodao svoja prava Quedlinburg pruskom elektoru Fridriku III. Od Brandenburga za 240,000 talira. Opatija Quedlinburg se cijelo 18. stoljeće odupirala uniji Brandenburga i Prusije, ali je 1802. god. sekularizirana i grad je postao dijelom kraljevine Prusije kao Quedlinburg. Jedno kratko vrijeme, od 1807. do 1813. god. bio je u Napoleonovom kraljevstvu Vestfalija, a nakon Napoleonovih ratova, 1815., našao se u novoosnovanoj pruskoj pokrajini Saskoj.
Svo ovo vrijeme, gradom su vladale velike žene, opatice samostana Quedlinburg koje nisu "polagale prisegu", te su bile slobodne se udati. Posljednja od ovih velikih dama bila je švedska princeza i rani borac za prava žena, Sofia Albertina.
Za vrijeme Nacističke vladavine, sjećanje na kralja Henrika I. je postalo svojevrsnim kultom (Heinrich Himmler se prepoznao kao reinkarnacija "najgermanskijeg od svih Njemačkih" vladara). Samostanska crkva i dvorac su pretvoreni u oltar nacizma. Nacistička stranka je pokušala od toga zasnovati novu religiju. Katedrala je zatvorena od 1938. god. do kraja rata 1945. god. kada se vratio protestantski biskup s crkvenim zvonima, a nacistički orao je srušen s tornja. Tijekom posljednjih mjeseci Drugog svjetskog rata, američka vojska je okupirala grad, i tek je 1980-ih na svjetlo dana izašla njihova tzv. „Velika pljačka umjetnina iz Quedlinburga". 
Quedlinburg je pripao okrugu Bezirk u pokrajini Halle kao dio komunističke Istočne Njemačke od 1949. do 1990. god. kada je ujedinjenjem Njemačke pripala državi Saska-Anhalt. Tijekom komunističke vladavine (1949. – 1990.), restauraciju starih građevina su tijekom 1980-ih vršili restauratori iz Poljske. Sada je Quedlinburg središte restauracije za tzv. Fachwerk kuće, a stari dijelovi grada mnogih Altstadt srednjovjekovnih gradskih dijelova su glavne turističke atrakcije.

## Znamenitosti
U središnjem unutrašnjem dijelu grada nalaze se brojne građevine od drvenih trupaca, građenih u pet različitih stoljeća (s time da su one iz 14. st. najstarije u Njemačkoj), dok se u okolnom prstenu grada nalaze krasni primjeri građevina u Jugendstilu (art nouveau) s kraja 19. i početka 20. stoljeća. 
Dvorac i katedrala još od ranog srednjeg vijeka dominiraju gradom svojim kulama. Katedrala je primjer njemačke romanike, a njena riznica (Domschatz) sadrži brojna blaga kao što su drevni relikvijari i knjige koje su američki vojnici opljačkali tijekom rata, ali koji su naposljetku vraćeni u Quedlinburg 1993. god. i od tada su izloženi javnosti.
Od prosinca 1994. god., stari grad u Quedlinburgu, zajedno s gradinom na kojoj je dvorac i crkva, upisani su na UNESCOv popis mjesta svjetske baštine u Europi. Kako je Quedlinburg jedan od rijetkih njemačkih gradova koji je izbjegao stradanje u Drugom svjetskom ratu, jedan je od najbolje očuvanih srednjovjekovnih i renesansnih gradova u Europi.
Godine 2006., tračnice pruge Harzer Schmalspurbahnen Selketal su proširene od Quedlinburga do Gernrodea čime je povezana povijesna željeznica uzanog kolosijeka od Alexisbada do visoravni Harz.
- Stare kuće u Quedlinburgu
- Altstadt ("Starogradska") kuća
- Kuća u ulici Steinweg
- Tzv. Börse ("Burza") u ul. Steinweg 23.
- Kuća iz 16. st. u ul. Marktstraße 6.
- Kuća u ul. Neue Straße

## Gradovi prijatelji
- Aulnoye-Aymeries, Francuska (1961.)
- Herford, Njemačka (1991.)
- Celle, Njemačka (1991.)
- Hameln, Njemačka (1991.)
- Hann. Münden, Njemačka (1991.)

## Vanjske poveznice
- Službena stranica